# Wöhler (cràter)
Wöhler és un petit cràter d'impacte que es troba a sud del cràter Stiborius, en la regió sud-est de la Lluna. A l'oest-nord-oest hi ha el romanent malmès de Riccius.

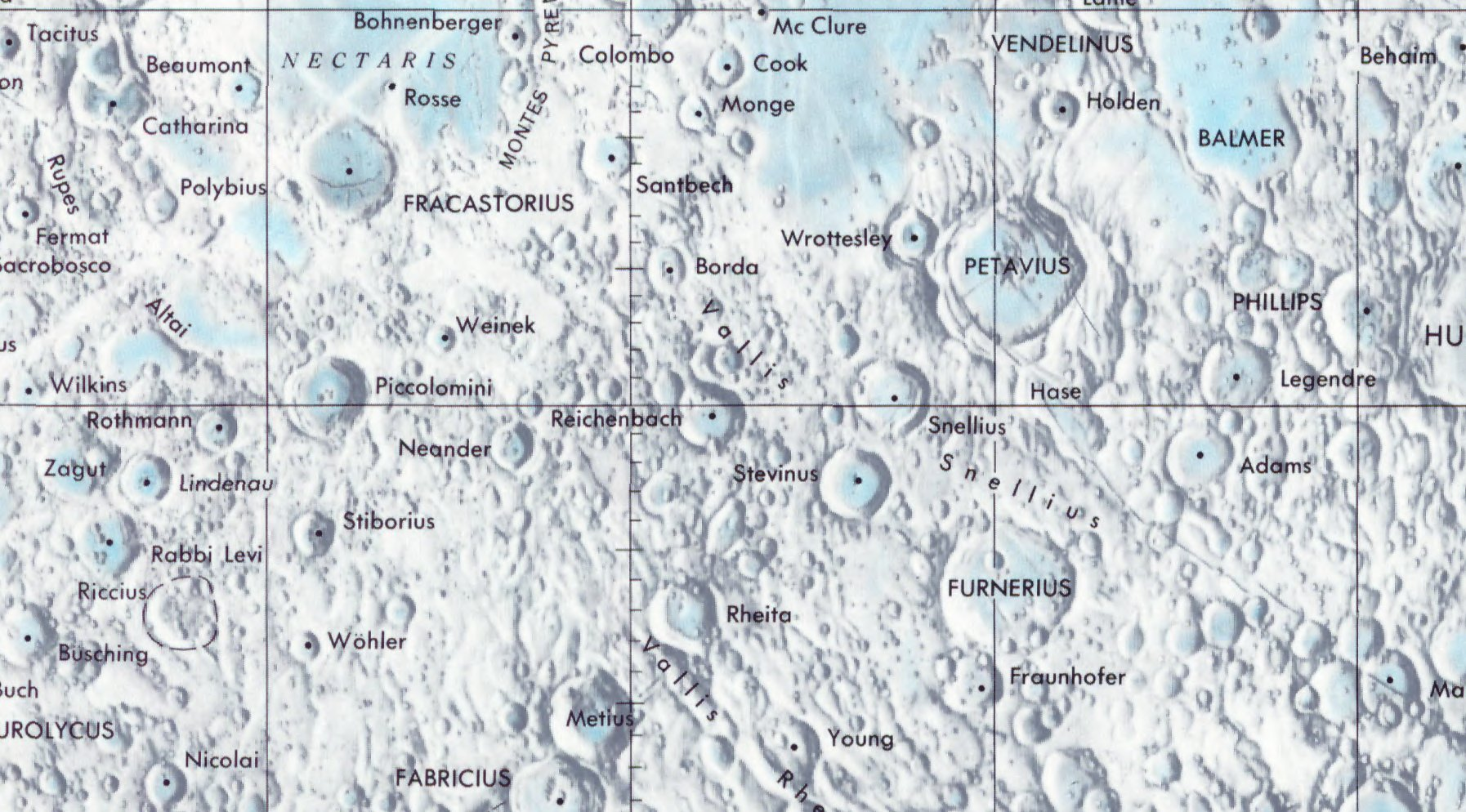
Localització de Wöhler (centre del quadrant inferior esquerre de la imatge)
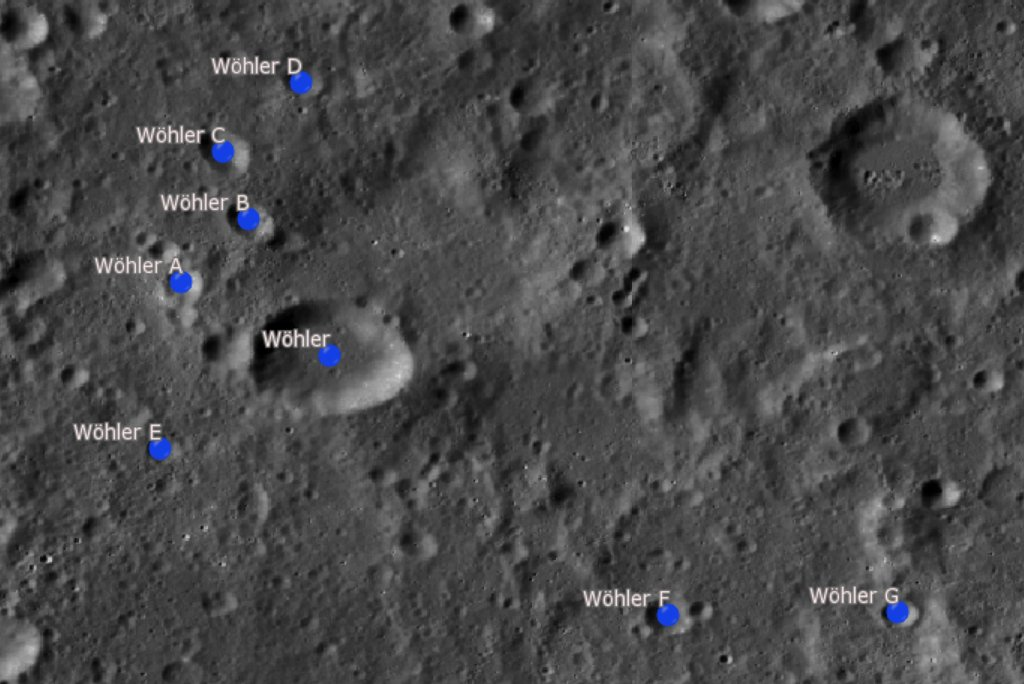
Cràters satèl·lits

Aquesta és una formació de perímetre gairebé circular, amb una vora exterior lleugerament erosionada. Un petit cràter apareix unit a la vora occidental i les parets interiors s'inclinen cap a un sòl interior sense trets distintius.

## Cràters satèl·lits
Per convenció aquests elements són identificats en els mapes lunars posant la lletra en el costat del punt central del cràter que està més proper a Wöhler.
| Wöhler | Coordenades                          | Diàmetre |
| ------ | ------------------------------------ | -------- |
| A      | 17° 12′ S, 53° 30′ O / 17.2°S,53.5°O | 6 km     |
| A      | 37° 42′ S, 30° 18′ E / 37.7°S,30.3°E | 8 km     |
| B      | 37° 12′ S, 30° 48′ E / 37.2°S,30.8°E | 11 km    |
| C      | 36° 42′ S, 30° 36′ E / 36.7°S,30.6°E | 12 km    |
| D      | 36° 12′ S, 31° 12′ E / 36.2°S,31.2°E | 7 km     |
| E      | 38° 54′ S, 30° 12′ E / 38.9°S,30.2°E | 7 km     |
| F      | 40° 06′ S, 33° 48′ E / 40.1°S,33.8°E | 8 km     |
| G      | 40° 06′ S, 35° 36′ E / 40.1°S,35.6°E | 7 km     |